# Randolph Frederick Churchill
Randolph Frederick Edward Spencer Churchill (Londra, 28 maggio 1911 – East Bergholt, 6 giugno 1968) è stato un ufficiale, giornalista e politico britannico.

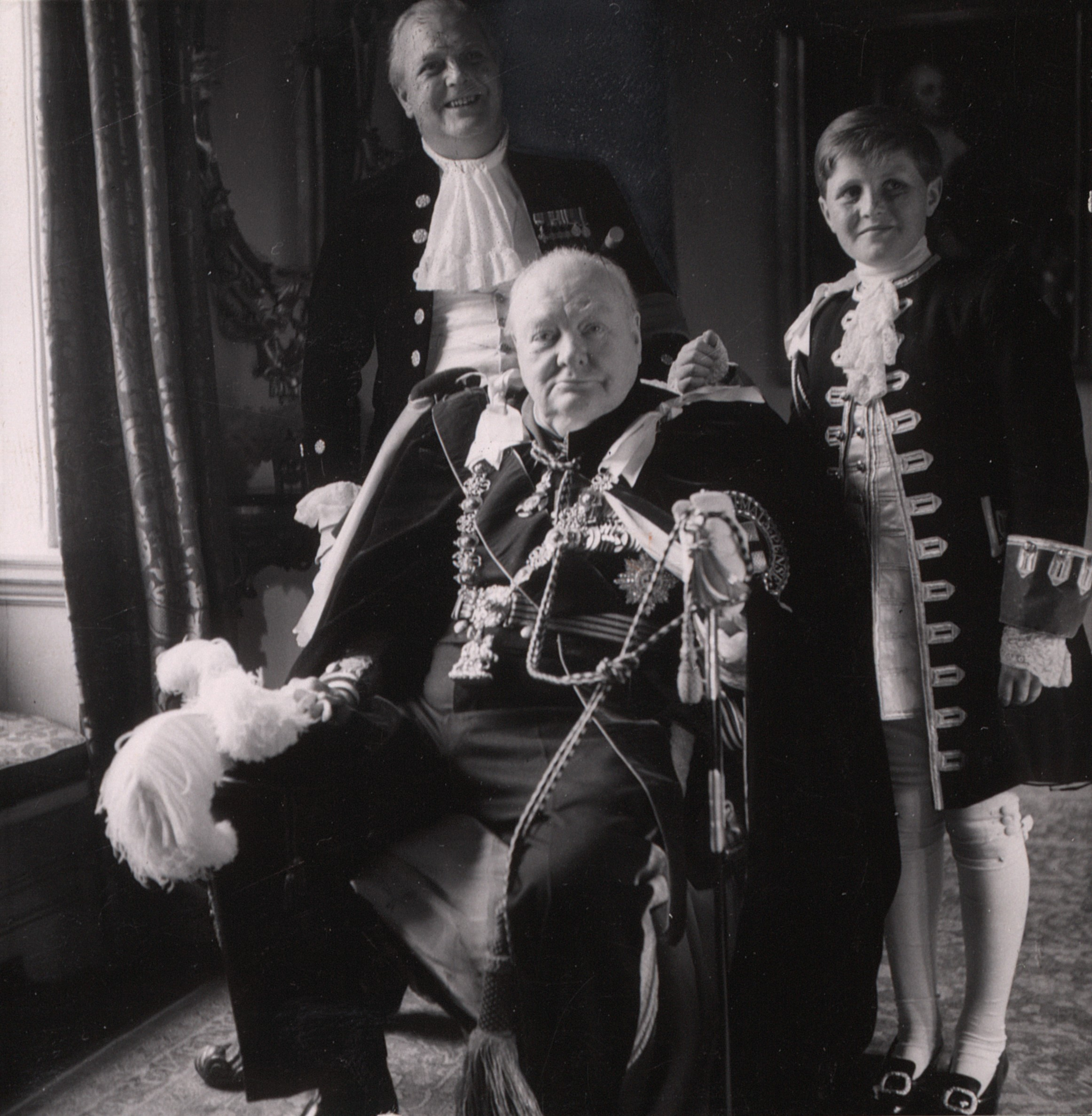
Randolph Churchill insieme al celebre padre e al figlio Winston jr.

Egli era figlio dello statista britannico Winston Churchill (1874-1965) e della sua consorte Clementine Hozier (1885-1977).

## Biografia

### Giovinezza ed educazione
Educato ad Eton College ed al Christ Church College di Oxford, divenne giornalista.
Nel 1931 condivise l'appartamento di abitazione con il poeta inglese John Betjeman.

### Matrimoni
Randolph Churchill sposò in prime nozze, il 4 ottobre 1939, Pamela Digby (1920-1997), dalla quale ebbe un figlio, Winston (1940-2010), e dalla quale divorziò nel 1945, in quanto travolto dall'alcool e dai debiti.
Sposò successivamente in seconde nozze June Osborn, dalla quale ebbe una figlia, Arabella Churchill (1949-2007).

### Seconda guerra mondiale
Durante la seconda guerra mondiale servì nel reggimento che era stato quello del padre Winston, il 4° Ussari della Regina, e fu aggregato per un certo periodo di tempo al reparto di nuova formazione Special Air Service (SAS), accompagnandone il fondatore, colonnello David Stirling, in numerose missioni dietro le linee nemiche nel deserto libico. 
Nel 1944 andò in Jugoslavia in una missione diplomatico-militare, quale parte del contingente inglese di aiuto ai partigiani iugoslavi. Lui ed Evelyn Waugh giunsero il 10 luglio di quell'anno a Vis, ove incontrarono Tito che vi aveva trasferito il suo quartier generale dopo aver rischiato di essere catturato o ucciso dai tedeschi a Drvar nel corso dell'Operazione Rösselsprung. Il compito principale di Churchill era di accertarsi chi, tra i partigiani guidati dal comunista Tito e i cetnizi di Draža Mihailović, in teoria l'esercito al servizio di re Karađorđević, rifugiato a Londra, fosse l'effettivo "soggetto" armato antinazifascista. Nel settembre Churchill e Vaugh conclusero la loro missione in Tuposko.
Una volta rientrati in GB, Winston Churchill, informato l'alleato statunitense, smise di inviare aiuti e mezzi al Mihailović e cominciando a indirizzarli ai partigiani di Tito, riconoscendo loro lo status di "alleati", e Josip Broz quale legittimo capo della resistenza jugoslava. 
Durante il servizio militare Randolph raggiunse il grado di maggiore. 

### Carriera politica
La carriera politica di Randolph Churchill, come quella del figlio Winston, non vide il successo né di quella del padre, Winston Churchill, né di quella del nonno Lord Randolph Churchill. Nelle elezioni generali che si svolsero in Inghilterra nel 1935 egli si candidò delle file del Partito Conservatore come indipendente, causando un temporaneo contrasto con la politica del padre. Nelle elezioni straordinarie del 1936 si schierò contro la coalizione denominata National Government, il cui candidato al governo era Malcolm MacDonald. Durante la seconda guerra mondiale divenne membro del Parlamento per il collegio di Preston, sostituendo il primo eletto che aveva lasciato vacante il posto, ma perse il seggio nelle elezioni generali del 1945. In ciascuna delle successive elezioni cui si presentò fu bocciato.
Randolph fu spesso descritto come la pecora nera della famiglia Churchill: irascibile, con un pessimo carattere e con seri problemi di alcolismo. Tuttavia egli aveva ereditato dal padre l'inclinazione per la letteratura e si creò una carriera propria in questo campo. Egli iniziò nel 1966 una biografia ufficiale del padre, ma arrivò a terminarne solo i primi due volumi prima di morire. Scrisse anche un libro autobiografico dal titolo Twenty-One Years (ventuno anni).
Il padre aveva rifiutato la Parìa alla fine della seconda guerra mondiale e di nuovo al momento del suo ritiro a vita privata nel 1955 (quando gli fu offerto il titolo di Duca di Londra), così da non compromettere le possibilità di carriera politica del figlio, poiché fin dal 1911 il Primo Ministro veniva tradizionalmente scelto fra gli eletti alla Camera dei comuni. Se egli avesse infatti accettato la parìa, il figlio sarebbe dovuto necessariamente spostarsi alla Camera dei lord alla morte del padre, poiché egli sarebbe divenuto il 2º Duca di Londra. (Nel 1963 i pari di parìa ereditaria potevano disconoscere il loro titolo, sebbene l'unico che lo abbia fatto per diventare Primo Ministro fu Sir Alec Douglas-Home)

### Ultimi anni e morte
Egli ebbe inoltre nel corso degli ultimi venti anni della sua vita una relazione con Natalie Bevan (nata Ackenhausen), la moglie dell'amico e vicino di casa Bobby Bevan, un pubblicitario figlio del noto pittore inglese Robert Bevan.
Randolph Churchill morì di attacco cardiaco all'età di 57 anni. La sua salma fu tumulata insieme a quella dei suoi genitori e fratelli nella chiesa di San Martino a Bladon presso Woodstock nell'Oxfordshire.

## Ascendenza
|                                 |              |                                 | Genitori                                     |  |  | Nonni |  |  | Bisnonni                                        |  |  | Trisnonni                                        |  |
|                                 |              |                                 |                                              |  |  |       |  |  | John Spencer-Churchill, VII duca di Marlborough |  |  | George Spencer-Churchill, VI duca di Marlborough |  |
|                                 |              |                                 |                                              |  |  |       |  |  | John Spencer-Churchill, VII duca di Marlborough |  |  | George Spencer-Churchill, VI duca di Marlborough |  |
|                                 |              | Lady Jane Stewart               |                                              |  |  |       |  |  | John Spencer-Churchill, VII duca di Marlborough |  |  |                                                  |  |
| Lord Randolph Spencer-Churchill |              |                                 |                                              |  |  |       |  |  | John Spencer-Churchill, VII duca di Marlborough |  |  |                                                  |  |
|                                 |              | Lady Frances Anne Vane          | Charles Stewart, III marchese di Londonderry |  |  |       |  |  |                                                 |  |  |                                                  |  |
|                                 |              | Lady Frances Anne Vane          | Charles Stewart, III marchese di Londonderry |  |  |       |  |  |                                                 |  |  |                                                  |  |
|                                 |              | Lady Frances Anne Vane          | Lady Frances Vane-Tempest                    |  |  |       |  |  |                                                 |  |  |                                                  |  |
| Sir Winston Spencer-Churchill   |              | Lady Frances Anne Vane          |                                              |  |  |       |  |  |                                                 |  |  |                                                  |  |
|                                 |              | Leonard Jerome                  | Issac Jerome                                 |  |  |       |  |  |                                                 |  |  |                                                  |  |
|                                 |              | Leonard Jerome                  | Issac Jerome                                 |  |  |       |  |  |                                                 |  |  |                                                  |  |
|                                 |              | Leonard Jerome                  | Aurora Murray                                |  |  |       |  |  |                                                 |  |  |                                                  |  |
| Jennie Jerome                   |              | Leonard Jerome                  |                                              |  |  |       |  |  |                                                 |  |  |                                                  |  |
|                                 |              | Clarissa Hall                   | Ambrose Hall                                 |  |  |       |  |  |                                                 |  |  |                                                  |  |
|                                 |              | Clarissa Hall                   | Ambrose Hall                                 |  |  |       |  |  |                                                 |  |  |                                                  |  |
|                                 |              | Clarissa Hall                   | Clarissa Willcox                             |  |  |       |  |  |                                                 |  |  |                                                  |  |
| Sir Randolph Spencer-Churchill  |              | Clarissa Hall                   |                                              |  |  |       |  |  |                                                 |  |  |                                                  |  |
|                                 | James Hozier | William Hozier                  |                                              |  |  |       |  |  |                                                 |  |  |                                                  |  |
|                                 | James Hozier | William Hozier                  |                                              |  |  |       |  |  |                                                 |  |  |                                                  |  |
|                                 | James Hozier | Helen Roberton                  |                                              |  |  |       |  |  |                                                 |  |  |                                                  |  |
| Sir Henry Montague Hozier       | James Hozier |                                 |                                              |  |  |       |  |  |                                                 |  |  |                                                  |  |
|                                 |              | Catherine Margaret Feilden      | William Feilden                              |  |  |       |  |  |                                                 |  |  |                                                  |  |
|                                 |              | Catherine Margaret Feilden      | William Feilden                              |  |  |       |  |  |                                                 |  |  |                                                  |  |
|                                 |              | Catherine Margaret Feilden      | Mary Haughton Jackson                        |  |  |       |  |  |                                                 |  |  |                                                  |  |
| Clementine Hozier               |              | Catherine Margaret Feilden      |                                              |  |  |       |  |  |                                                 |  |  |                                                  |  |
|                                 |              | David Ogilvy, X conte di Airlie | David Ogilvy, IX conte di Airlie             |  |  |       |  |  |                                                 |  |  |                                                  |  |
|                                 |              | David Ogilvy, X conte di Airlie | David Ogilvy, IX conte di Airlie             |  |  |       |  |  |                                                 |  |  |                                                  |  |
|                                 |              | David Ogilvy, X conte di Airlie | Clementina Drummond                          |  |  |       |  |  |                                                 |  |  |                                                  |  |
| Lady Blanche Oglivy             |              | David Ogilvy, X conte di Airlie |                                              |  |  |       |  |  |                                                 |  |  |                                                  |  |
|                                 |              | Lady Henrietta Blanche Stanley  | Edward Stanley, II barone di Alderley        |  |  |       |  |  |                                                 |  |  |                                                  |  |
|                                 |              | Lady Henrietta Blanche Stanley  | Edward Stanley, II barone di Alderley        |  |  |       |  |  |                                                 |  |  |                                                  |  |
|                                 |              | Lady Henrietta Blanche Stanley  | Lady Henrietta Maria Dillon-Lee              |  |  |       |  |  |                                                 |  |  |                                                  |  |
|                                 |              | Lady Henrietta Blanche Stanley  |                                              |  |  |       |  |  |                                                 |  |  |                                                  |  |

## Opere
- What I Said About the Press (1957)
- The Rise and Fall of Sir Anthony Eden (1959)
- Lord Derby: King of Lancashire (1960)
- The Fight for the Tory Leadership (1964)
- Winston S Churchill: Volume One: Youth, 1874–1900 (1966)
- Winston S Churchill: Volume One Companion, 1874–1900 (1966, in due parti)
- Winston S Churchill: Volume Two: Young Statesman, 1901–1914 (1967)
- Winston S Churchill: Volume Two Companion, 1900–1914 (1969, in tre parti. Pubblicato postumo con la collaborazione di Martin Gilbert, che scrisse anche i successivi volumi della biografia)